# Deepak Valerian Tauro
Deepak Valerian Tauro (* 2. August 1967 in Chikmagalur, Karnataka) ist ein indischer römisch-katholischer Geistlicher und Weihbischof in Delhi.

## Leben
Deepak Valerian Tauro studierte von 1986 bis 1990 Philosophie am Morning Star Regional Seminary and College in Barakpur. Nachdem er von 1990 bis 1992 ein pastorales Praktikum im Bistum Muzaffarpur absolviert hatte, studierte er Katholische Theologie am St. Albert’s College in Ranchi. Am 10. Mai 1996 empfing Tauro das Sakrament der Priesterweihe für das Bistum Muzaffarpur.
Tauro wirkte zunächst als Pfarrvikar in Samastipur (1996–1997) und in Bettiah (1997–1999), bevor er 1999 Rektor des Kleinen Seminars in Muzaffarpur wurde. 2002 wurde Deepak Valerian Tauro für weiterführende Studien nach Bangalore entsandt, wo er 2005 am Dharmaram Vidya Kshetram einen Master in Spiritualität und Counseling erwarb. Nach der Rückkehr in seine Diözese war er erneut als Rektor des Kleinen Seminars tätig. Von 2007 bis 2010 war Tauro persönlicher Sekretär des Bischofs von Muzaffarpur, John Baptist Thakur SJ. Daneben war er von 2007 bis 2011 Direktor des diözesanen Jugendforums und von 2009 bis 2011 Regionalsekretär des Bihar, Jharkhand & Andaman’s Bishops’ Council (BIJHAN). Danach wirkte Deepak Valerian Tauro nochmals als Rektor des Kleinen Seminars, bevor er 2011 Dozent und Spiritual und 2015 schließlich Rektor des St. Albert’s College in Ranchi wurde. Ab 2012 war er zudem Sekretär des Bihar, Jharkhand & Andaman’s Bishops’ Council.
Am 16. Juli 2021 ernannte ihn Papst Franziskus zum Titularbischof von Buleliana und zum Weihbischof in Delhi. Der emeritierte Erzbischof von Delhi, Vincent Michael Concessao, spendete ihm am 29. September desselben Jahres in der Sacred Heart Cathedral in Neu-Delhi die Bischofsweihe; Mitkonsekratoren waren der Erzbischof von Delhi, Anil Couto, und der Bischof von Simla und Chandigarh, Ignatius Loyola Mascarenhas.